# Lubrificante íntimo
- Commons

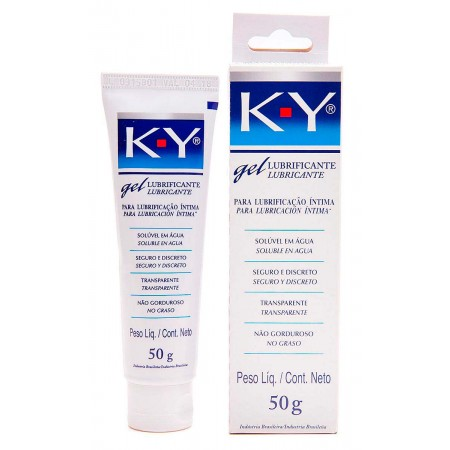
Exemplo de lubrificante íntimo

Um lubrificante íntimo é uma substância lubrificante de uso pessoal para fins sexuais. Embora normalmente seja utilizado na prática do sexo anal, é muito útil para auxiliar o sexo vaginal, quando a lubrificação natural é insuficiente ou há desconforto pela fricção. Também é utilizado para realização de exames ginecológicos e proctológicos.
Existem diversos tipos de lubrificantes destinados à prática do coito. Os mais aconselháveis são os à base de água, pois não provocam alergias, nem danificam o preservativo. 
Ao contrário do que se pensa, a utilização de substâncias anestésicas não é indicada pois, apesar de reduzir a possibilidade de dor, reduzirá também a possibilidade de se sentir prazer ou mesmo poderá esconder algum ferimento ocorrido durante o ato sexual.